# Armand Guérinet

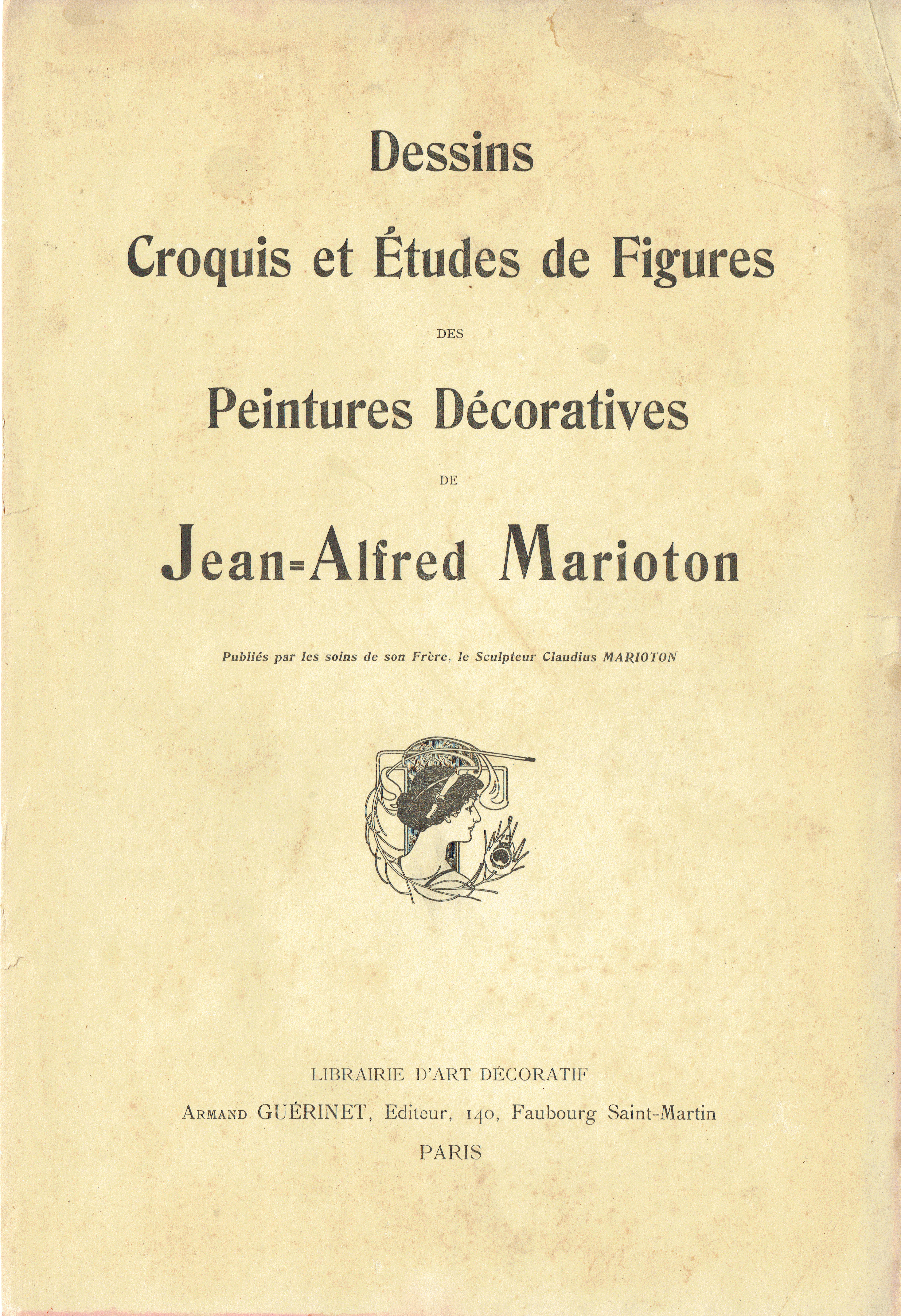
Page de garde de Dessin, croquis ou étude... par Jean-Alfred Marioton publié chez Guérinet en 1905

Armand Guérinet (né Louis Eugène Armand Guérinet le 14 avril 1852 à Paris où il est mort le 26 décembre 1925,) est un illustrateur et éditeur français né et mort à Paris. Il est connu pour les ouvrages qu'il a publié contenant de nombreuses illustrations aussi bien de bâtiments, des sculptures que des squelettes d'animaux
La maison d'éditions a eu deux adresses à Paris : 49, rue de Cléry et 140, faubourg Saint-Martin. Sa femme Eugénie Marie Jeanne Bodereau a pris sa succession à la mort d'Armand, renommant la maison d'édition Veuve Armand Guérinet.
Quelques ouvrages :
- Moulages et sculptures des styles Louis XIV, Louis XV et Louis XVI, pouvant être copiés et interprétés
- Gravures et vignettes des XVIe-XVIIe et XVIIIe siècles
- Le Sacre de Louis XV, Roy de France et de Navarre, dans l'église de Reims. Le Dimanche XXV octobre MDCCXXII
- Dessins, croquis, études de figures des peintures décoratives de Jean Alfred Marioton